# Карагайлы (Белорецкий район)
Карагайлы́ (баш. Ҡарағайлы) — деревня в Белорецком районе Республики Башкортостан. Входит в состав Абзаковского сельсовета. С 2005 года имеет современный статус.

## География

### Географическое положение
Расстояние до:
- районного центра (Белорецк): 12 км,
- центра сельсовета (Абзаково): 27 км,
- ближайшей ж.-д. станции (Урал-Тау): 5 км.

## История
Передана в состав Белорецкого района в соответствии с указом Президиума Верховного Совета Башкирской АССР от 13.05.1988 года № 6-2/148 «О передаче деревни Карагайлы Учалинского района в состав Белорецкого района».
Название происходит от названия местности Карагайлы.
Статус деревня, сельского населённого пункта, посёлок получил согласно Закону Республики Башкортостан от 20 июля 2005 года № 211-з «О внесении изменений в административно-территориальное устройство Республики Башкортостан в связи с образованием, объединением, упразднением и изменением статуса населённых пунктов, переносом административных центров», ст.1:

6. Изменить статус следующих населённых пунктов, установив тип поселения: деревня:

5) в Белорецком районе:…
 и) посёлка Карагайлы Абзаковского сельсовета

## Население
| 2002 | 2009 | 2010 |
| ---- | ---- | ---- |
| 11   | ↘10  | ↘4   |

Национальный состав
Согласно переписи 2002 года, преобладающая национальность — башкиры (82 %).